# Плацкартный вагон

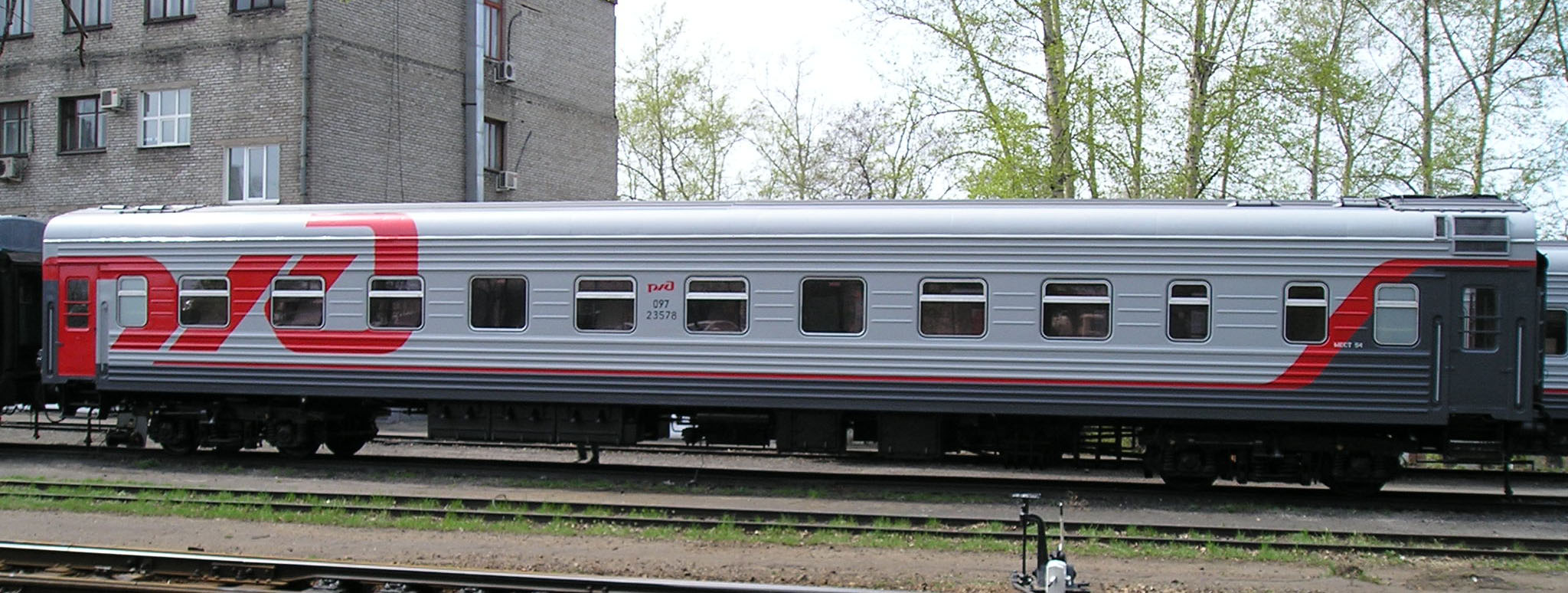
Плацкартный вагон модели 61-4194, оформленный в фирменном стиле ОАО «РЖД». Отсеки аккумуляторных батарей и электрогенератор с карданным приводом размещены в подвагонном пространстве

Плацка́ртный ваго́н — один из видов пассажирских вагонов в России и других странах СНГ. Является самым массовым типом вагонов в этих странах.
Термин «плацкартный» происходит от плацкарты — дополнительной к проездному билету карточки или квитанции, позволяющей занимать определённое нумерованное место в определённом вагоне. Бесплацкартными назывались вагоны, в которых билеты с обозначением места не продавались, но позже они были переведены в разряд  общих вагонов, с возможностью занимать определённое место.

## История

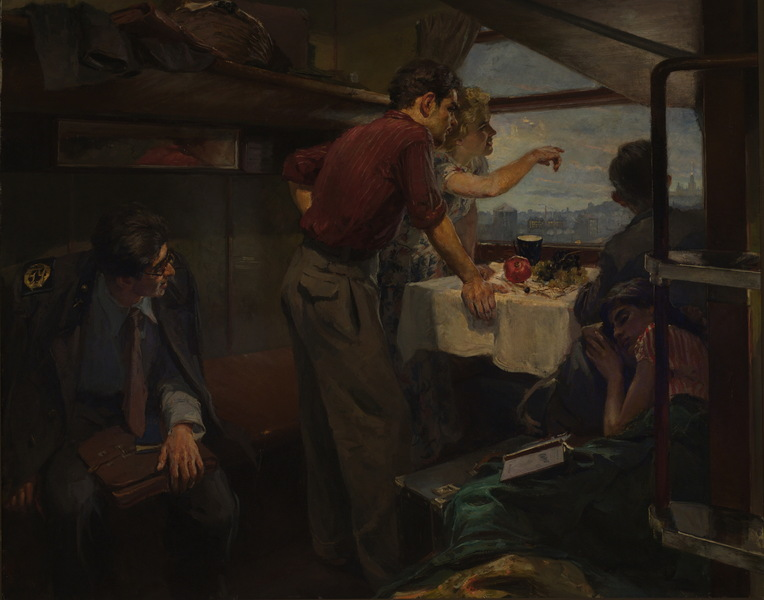
Интерьер плацкартного вагона с линкрустовой отделкой. Папян А. Л. «Едут на учёбу», 1953

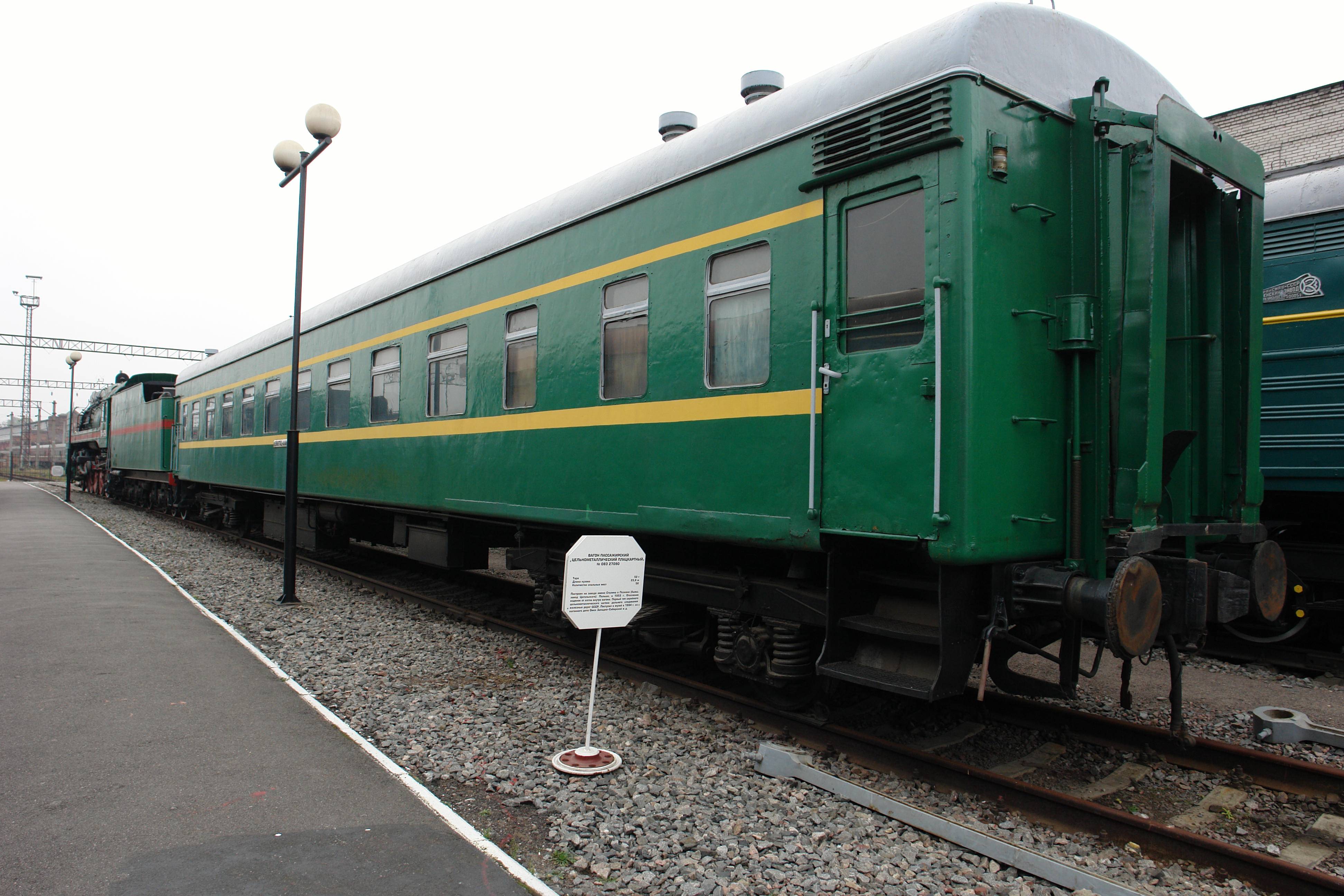
Плацкартный вагон модели 66W производства 1953 года завода им. Сталина (Познань, ПНР)

Плацкартные вагоны III класса открытого типа (4 полки поперёк вагона и 2 полки вдоль вагона) строились ещё в дореволюционной России — например, на казённых железных дорогах это были вагоны с длиной кузова 14 и 18 метров. После 1917 года старая классификация была отменена, и вагоны бывшего III класса стали называться жёсткими плацкартными дальнего следования. В 1920-е годы различными заводами строились 14-метровые вагоны. В 1928–1941 годах массовое производство деревянных вагонов с длиной кузова 20,2 м (так называемый «егоровский» тип) было развёрнуто на Ленинградском и Тверском (Калининском) заводах. Слово «жёсткий» начало выходить из официального употребления лишь с середины 1960-х годов, когда деревянные полки всех новых вагонов, включая купейные, получили полумягкую обивку с дерматиновым покрытием.
В 1934 или, по другим данным, 1935 году Калининский завод построил первый в СССР цельнометаллический вагон с условным названием «ДИП» («Догоним и перегоним»). Он имел 25-метровый кузов, традиционно зауженный у тамбуров, 62 места для лежания (или 82 места для сидения). Модель была построена в нескольких опытных образцах, но в серию не пошла.
В 1946 году Ленинградский завод имени И. Е. Егорова построил опытный образец модели 2 сб — плацкартного вагона современного типа, с цельнометаллическим кузовом длиной 23,6 м и шириной 3,106 м. Вагон имел плоские наружные стены, 60 лежачих или 90 сидячих мест и опирался на бесчелюстные тележки типа ЦМВ (с конструкционной скоростью 120 км/ч). С 1947 года серийное производство аналогичных вагонов началось параллельно на Ленинградском и Лианозовском заводах.
Вагоны второго выпуска (с августа 1948 года) отличались только челюстными тележками.
Вагоны третьего выпуска (1949–1950 годы) имеют следующие особенности: тележки челюстные, тара 55,3 тонны, увеличенное служебное купе проводников с двумя спальными местами, число пассажирских мест — 58 спальных и 87 для сидения, в туалетах вместо алюминиевых установлены фаянсовые умывальные чаши и унитазы, оконные рамы вагонов с 1949 года делаются с наружной металлической облицовкой.
Вагоны четвёртого выпуска (с 1950 года) имеют такие особенности: бесчелюстные тележки, теплоизоляция вместо фольги — мипора, гофрированные боковые стены, внутренняя обшивка вместо дубового шпона — линкруст, умывальные чаши и унитазы фаянсовые с металлической наружной армировкой с эмалированной поверхностью.
В 1950 году Ленинградский завод прекратил производство открытых вагонов и переключился на купейные, багажные, почтовые и специального назначения. Лианозовский завод построил последний вагон в 1952 году и был перепрофилирован под производство сложной радиоэлектронной аппаратуры.
С 1951 по 1960 год выпуском плацкартных вагонов занимался Калининский вагоностроительный завод, постепенно совершенствуя конструкцию. С 1952 года на тележках применены роликовые подшипники (вместо подшипников скольжения), с 1957 года — тележки КВЗ-5 (с конструкционной скоростью 140 км/ч). Все вагоны имели окна с форточками и принудительную вентиляцию. Параллельно калининским вагонам в 1950–1960 годах поставлено 2746 аналогичных вагонов модели 66W производства Познанского завода им. Сталина (он же с 1956 года — завод им. Х. Цегельского). Строились они по советским чертежам, но в отличие от калининских, польские вагоны несколько тяжелее (тара 51 т против 48 т у большинства модификаций), гофрированный кузов получили с 1954 года, роликовые подшипники — с 1956 года, а тележками КВЗ-5 оснащались только в 1960 году.
В 1966 году производство плацкартных вагонов для Советских железных дорог было возобновлено.
Из ПНР в 1966–1974 годах импортировались следующие семейства (модель 908A имеет 58 спальных мест, остальные — 54):
- 908A (1966–1967, 425 штук);
- 909A (1967, 1 шт.); 909Aa (1967–1969, 544 шт.); 909Ad (1968–1969, 80 шт.);
- 910A (1969–1970), 192 шт.;
- 911A (1970), 9 шт.;
- 912A (1971–1973 или 1971–1974), количество неизвестно;
- 914A (1970), количество неизвестно.

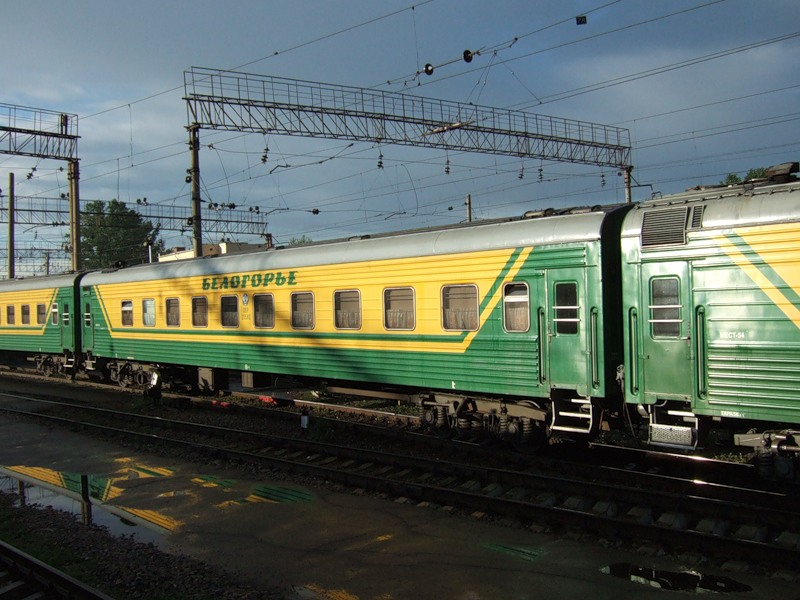
Плацкартный вагон модели 61-4177 в составе поезда «Белогорье» (РЖД)

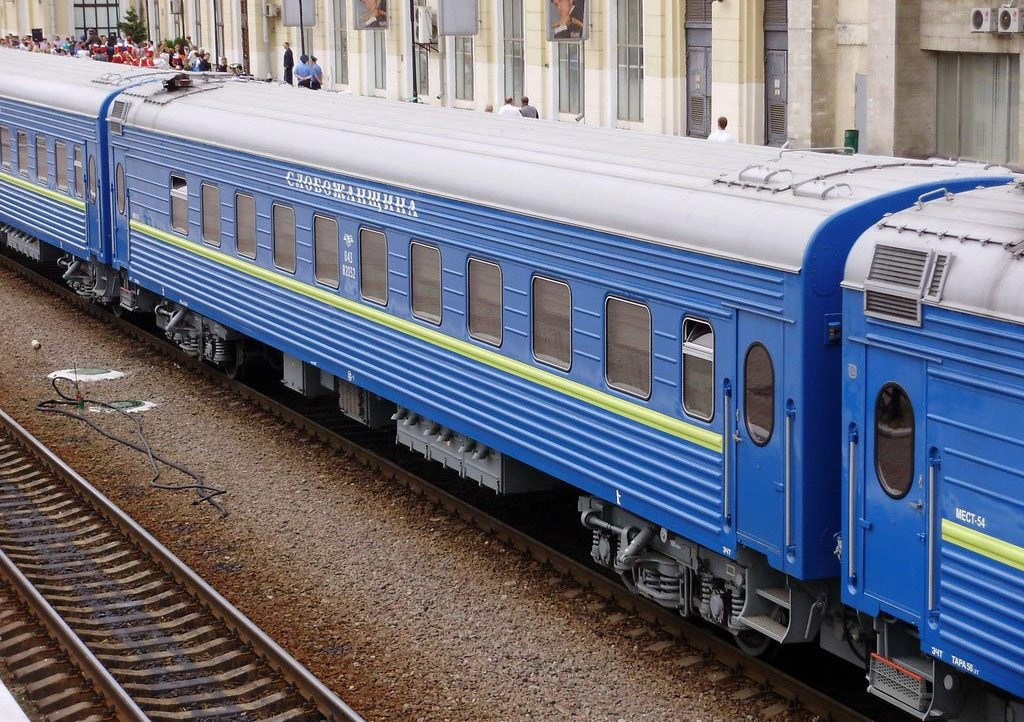
Плацкартный вагон модели 61-4194 в составе поезда «Слобожанщина» (УЗ)

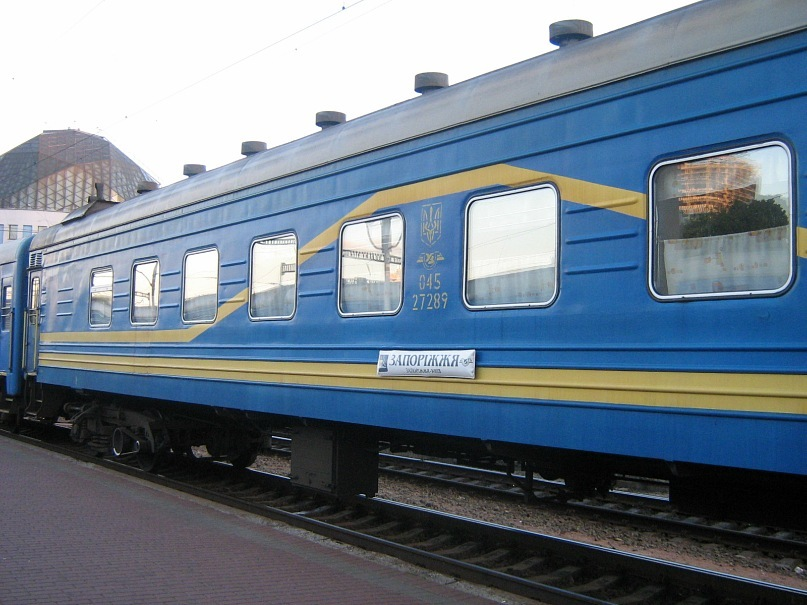
Вагон № 045 27289 (УЗ) модели 61-181 после КРП с обновлением кузова

С 1966 года Калининский (Тверской) ВСЗ выпускает плацкартные вагоны практически непрерывно, оставаясь единственным производителем плацкартных вагонов в самом СССР, а ныне — и в России:
- 61-181, тип ЦМВО-66, цельнометаллический вагон открытого типа (1966–1975) — первый вагон с компоновкой на 54 лежачих места, ставшей стандартной на четыре десятилетия. Окна — без форточек, с опускающимися рамами, тележки — КВЗ-ЦНИИ (конструкционная скорость 160 км/ч).
- 61-425 (1975–1983) — первый вагон с подвагонной магистралью 3000 В и комбинированным отоплением (твёрдым топливом или электричеством, подающимся от электровоза по подвагонной магистрали).
- 61-806 (ок. 1980) — опытный вагон с кузовом из нержавеющей стали.
- 61-821 (1983–1988) — первый вагон со встроенными угольными ящиками и вертикальными гофрами на торцевых стенах.
- 61-825 (1988).
- 61-826 (первый экземпляр в 1988, серия в 1989–1999) — отличается новой конструкцией лестниц у рабочего тамбура, малым числом крышевых дефлекторов, с 1992 (?) года применяется кузов с острой нижней кромкой, с 1998 года в окнах установлены стеклопакеты.
- 61-836 (первый экземпляр в 1991, серия в 1993–1997) — отличается кузовом из низколегированных и легированных (нержавеющих) сталей. Нижний пояс кузова выполнен из нержавеющей стали 12Х13Г18Д (ДИ-61), а межоконные простенки и верхний пояс – из низколегированной стали 10ХНДП. Широкого распространения модель не получила.[6]
- 61-4177 (первый экземпляр в 1997, серия в 1998–2003) — отличается улучшенной планировкой пассажирского помещения и усовершенствованной системой вентиляции с использованием инерционных фильтров и вентилятора повышенной мощности.[7]
- 61-4194 (2003–2008) — отличается кондиционером и вакуумными туалетными комплексами (ЭЧТК). С 2007 года — новые тамбурные двери с овальными стеклопакетами. Окна вагонов, кроме туалета, не открывающиеся с резиновым уплотнением.
- 61-4447 (с 2008 года) — плоскогофрированный вагон нового модельного ряда. Длина кузова увеличена до 25 м (25 500 мм по осям сцепок), оба туалета размещены у некотлового тамбура. С 2013 года выпускается модификация 61-4447.07 с герметичными межвагонными переходами для поездов постоянного формирования.

Крюковский вагоностроительный завод (Кременчуг, Украина) с сентября 2010 года производит плацкартные вагоны модели 61-779П, которые поставляются на железные дороги Украины, Казахстана, а Белорусская железная дорога эксплуатирует вагоны 61-779П финальной сборки Гомельского вагоностроительного завода. Модель отличается увеличенной длиной (26 696 мм по осям сцепкок) и вместимостью (58 мест, в последнем отсеке боковых мест нет).
Минский вагоностроительный завод в 2006–2009 годах получал от ЗАО «Вагонмаш» кузова для производства собственной модели 61-537. Впоследствии закупались вагонокомплекты ТВЗ — локализованные в Беларуси модели получили индексы 61-4194.М и 61-4447.М и имеют некоторые отличия от тверских образцов.
В ноябре 2018 года в России был представлен опытный образец нового плацкартного вагона с улучшенным интерьером, которым постепенно до 2025 года будут заменяться плацкартные вагоны предыдущих моделей.

## Описание и конструкция

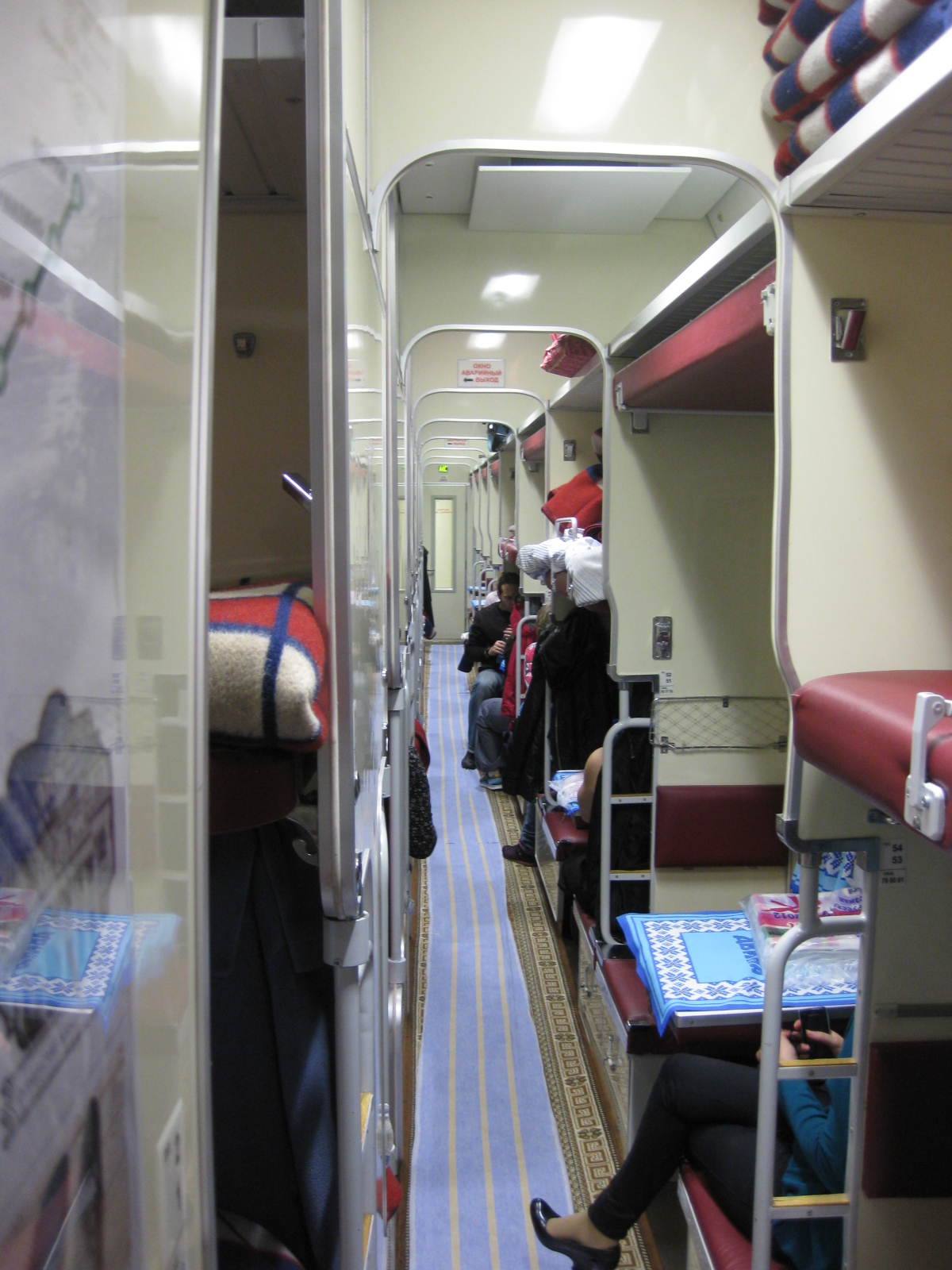
Коридор плацкартного вагона в поезде «Двина» Полоцк — Москва (БЧ)

Обычный плацкартный вагон состоит из 9 открытых купе по 6 мест в каждом, всего 54 места (лежачих спальных мест в вагонах в составе поездов дальнего и местного сообщения, в поездах пригородного и местного сообщения при использовании как общего вагона только с сидячими местами, число мест увеличивается до 81: по 3 на каждой нижней полке).
1, 5Туалеты
2Рабочее купе проводника вагона
3Спальное 2-местное купе для проводников
4Девять шестиместных пассажирских отделений (9-местных сидячих)
6, 11Тамбуры
7Малый коридор
8Коридор вдоль вагона
9Косой коридор
10Котельное отделение

### Купе

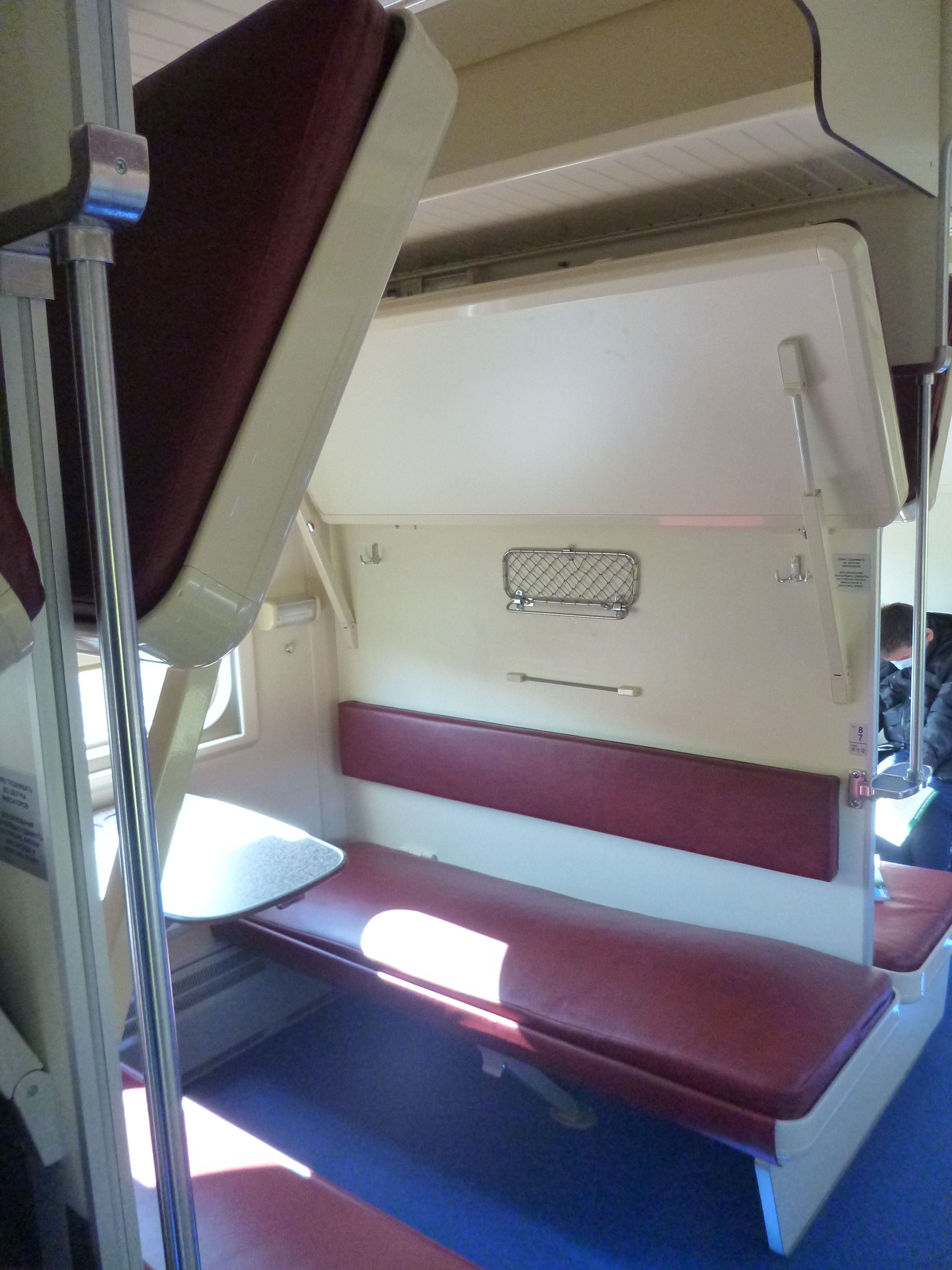
Основные 4 места «полукупе». Верхние полки для багажа, верхние пассажирские полки подняты, нижние полки в данной модели вагона без ящичков. Между противоположными полками у окна складной столик

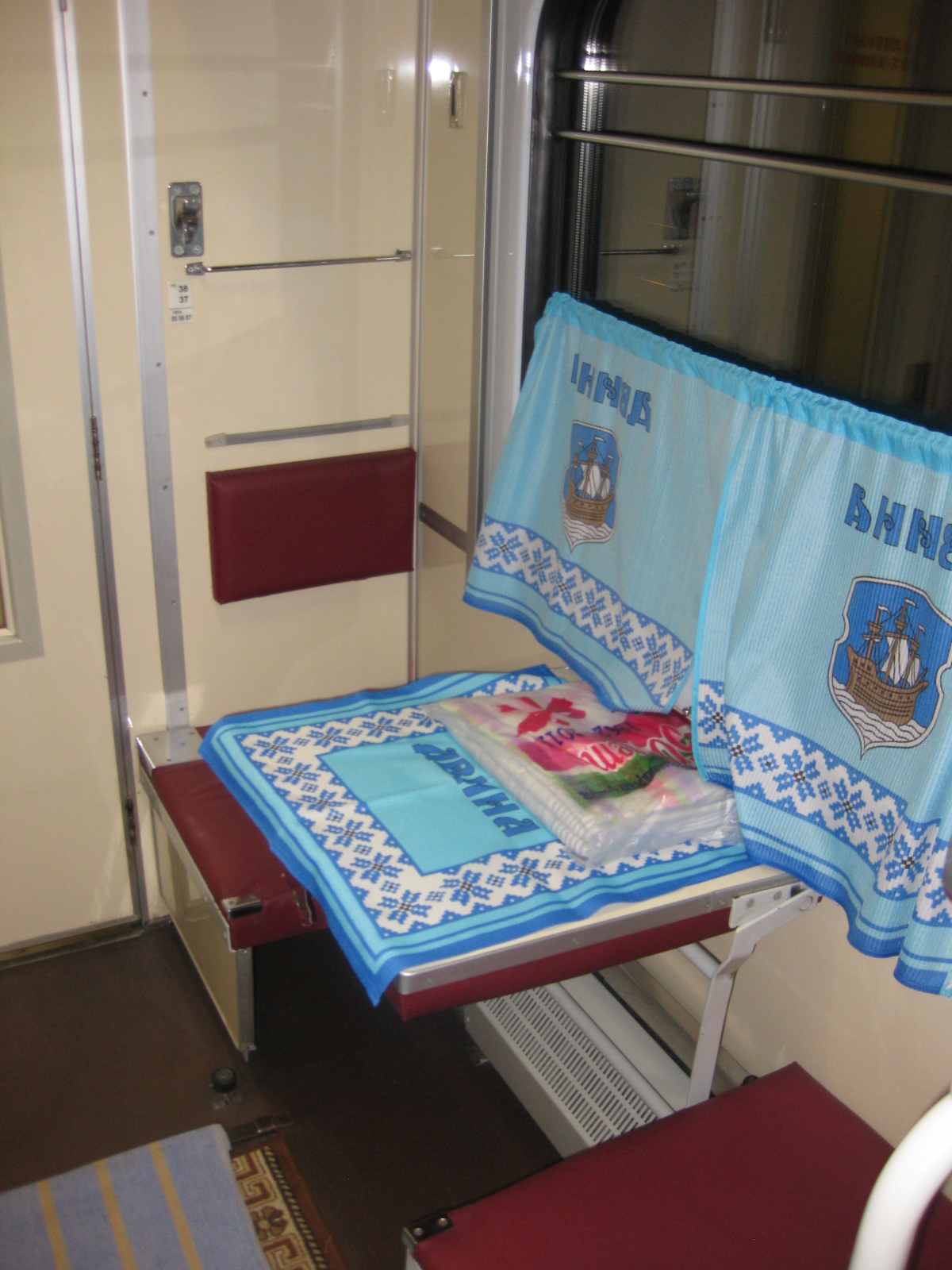
Нижнее боковое место «купе» плацкартного вагона в положении трансформированном для сидения 2 пассажиров (с нижней и верхней боковых полок) со столиком, верхняя пассажирская полка поднята (вне кадра). Под упором для верхней полки табличка с двойной нумерацией мест: 37 и 38 для спальных мест, 55-57 для сидячих мест при использовании вагона как общего

В каждом купе расположены 6 полок для пассажиров в два яруса, два столика, три багажных полки, три багажных отделения под нижними полками, два окна.
С одной стороны от прохода параллельно окну расположены: нижняя полка (нечётные места № 37–53), раскладывающаяся в столик и два сиденья, под ней — багажный отсек, над ней — верхняя полка (чётные места № 38–54), складывающаяся под багажную полку, над ней — багажная полка. Эти места (№ 37–54) называют боковыми. В режиме общего вагона боковыми являются места № 55-81.
С другой стороны от прохода расположены поперёк вагона 4 полки (2 нижних и 2 верхних), между ними — столик, под нижними полками — багажные отсеки, для доступа к ним полки поднимаются, над верхними полками — багажные полки. Окно над столиком открывается (за исключением купе 3 и 6, где расположены аварийные выходы, в некоторых моделях окна всех купе не открывающиеся, герметичные).
Эти места (нечётные № 1-35 — нижние, чётные № 2-36 — верхние) называются "купейными".
Во избежание падения с верхних полок и травмирования пассажиров, в новых моделях и после ремонта предусмотрены складные скобы-бортики, в старых моделях в торцах верхних пассажирских полок и багажных полок предусматривались специальные парные разъёмные крепления для ременчатых ограничителей-бортиков. Также имелись комплекты ТСО для быстрого переоборудования на военное время вагонов в санитарные, при этом демонтируются боковые (продольные) полки и их перегородки.
Нумерация мест в вагоне идёт по часовой стрелке: от рабочего тамбура идёт нумерация купейных мест, а нумерация боковых наоборот, от нерабочего тамбура.
Параметры пассажирского салона могут незначительно различаться в зависимости от модели. Для исходного типа ЦМВО-66 (модель 61-181) они таковы:
- высота от пола до потолка — 2585 мм;
- ширина внутренняя меж боковых стен вагона — 2923 мм;
- длина «полукупе» — 1792 мм, ширина — 1767 мм;
- спальная полка в «полукупе»: средняя длина — 1725 мм (из-за скоса ближняя к стенке сторона полки длиннее, у прохода — короче), ширина — 580 мм;
- ширина прохода между спальными полками — 607 мм.
- ширина боковой полки: средняя — 570 мм (на уровне плеч сидящего пассажира), максимальная — 605 мм (по глубине раскладного столика);
- ширина главного коридора: 561 мм (минимальная, в проёме).

### Общевагонное оборудование
В вагоне имеется два туалетных отделения с умывальниками, двухместное закрывающееся купе проводников (с поперечным расположением полок), служебное купе (откуда дежурный проводник управляет системами вагона), котёл для кипячения питьевой воды («титан»).
Плацкартный вагон в России является одним из самых дешёвых и популярных видов проезда на дальние расстояния.

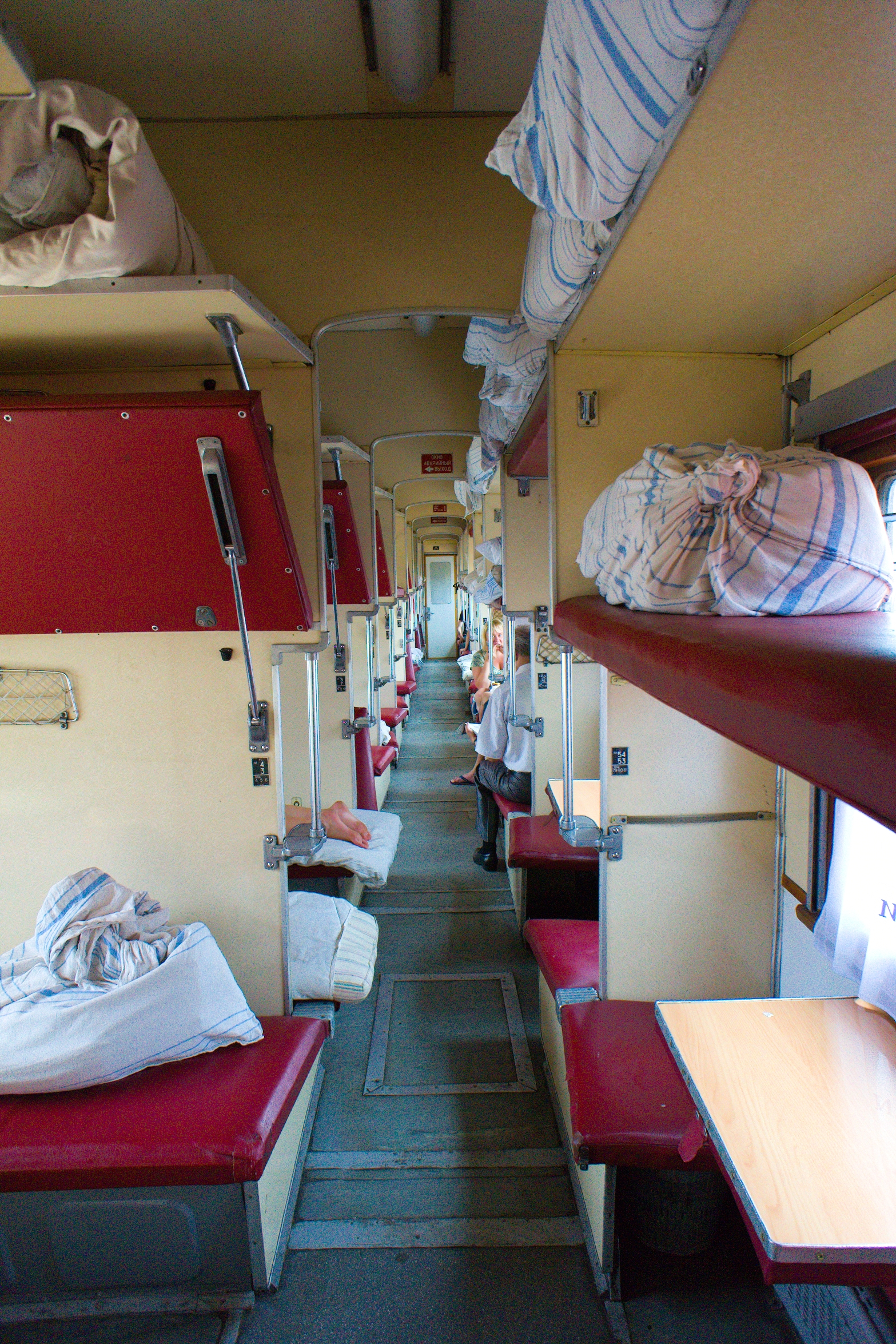
Вагон на 54/81 место, на полу коридора у 2 купе люк «зимнего холодильника»
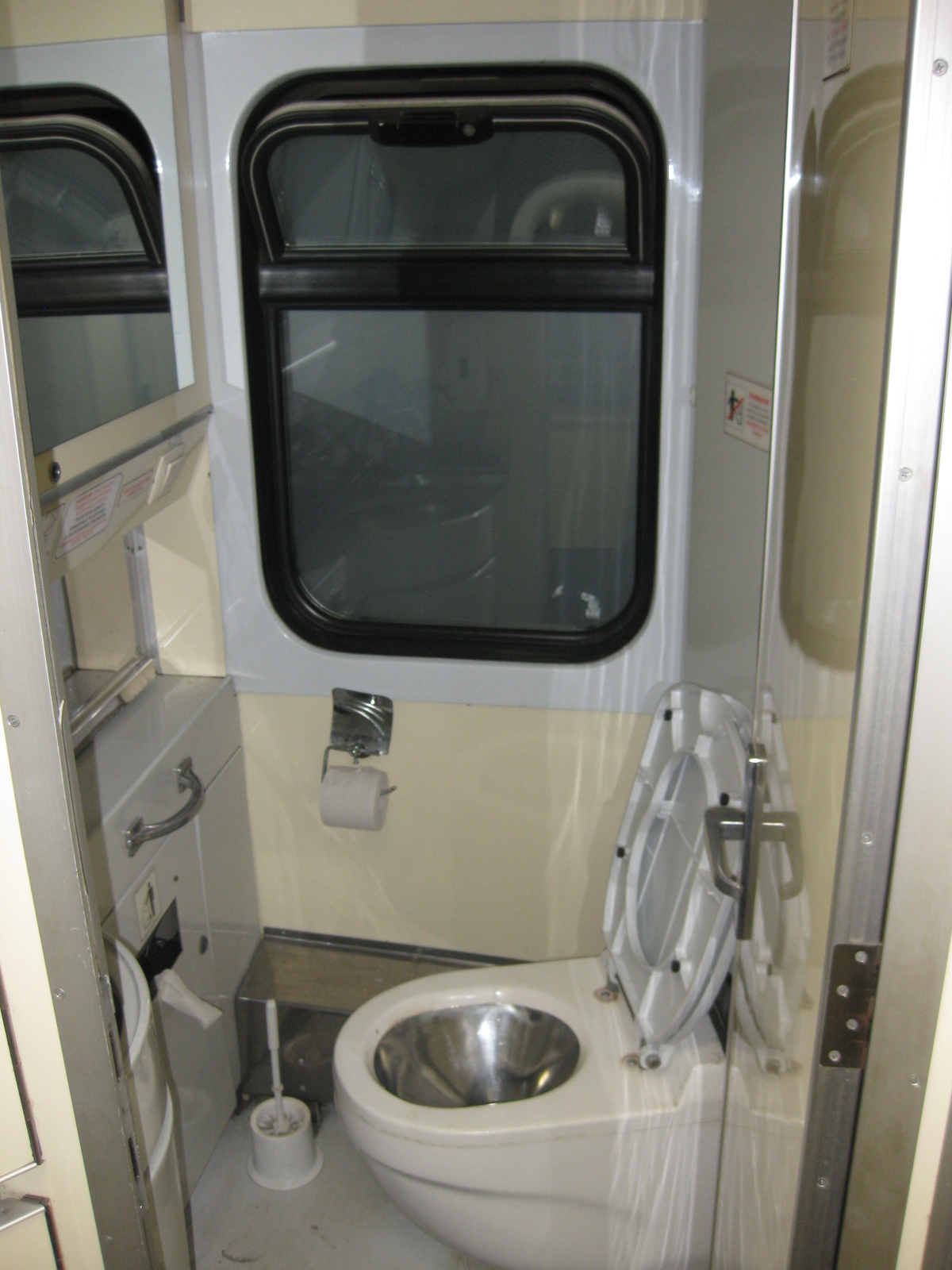
Интерьер туалета, в данной модели вакуумный унитаз (биотуалет)
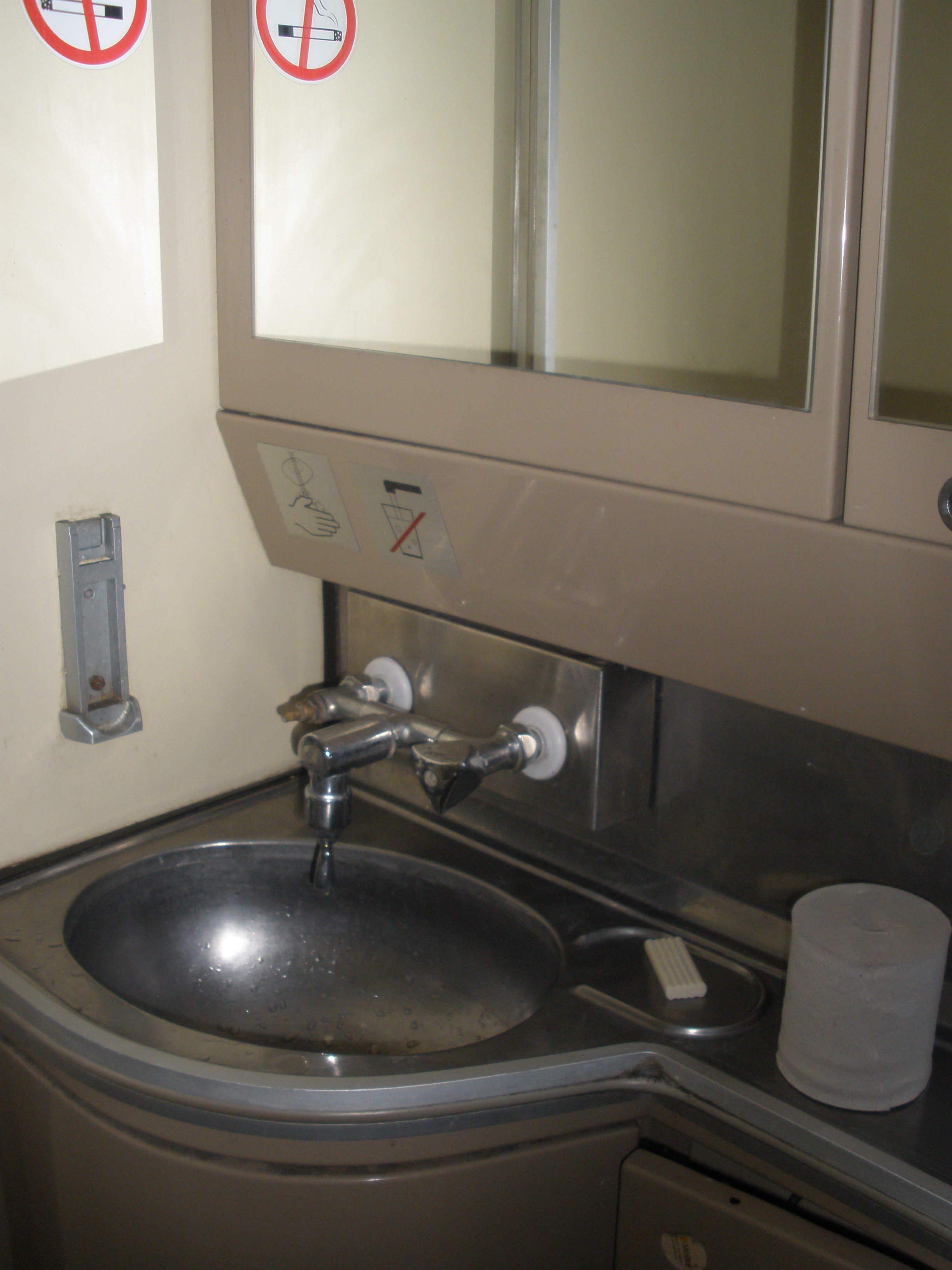
Умывальник в туалете (поезд «Роза Донбасса»)
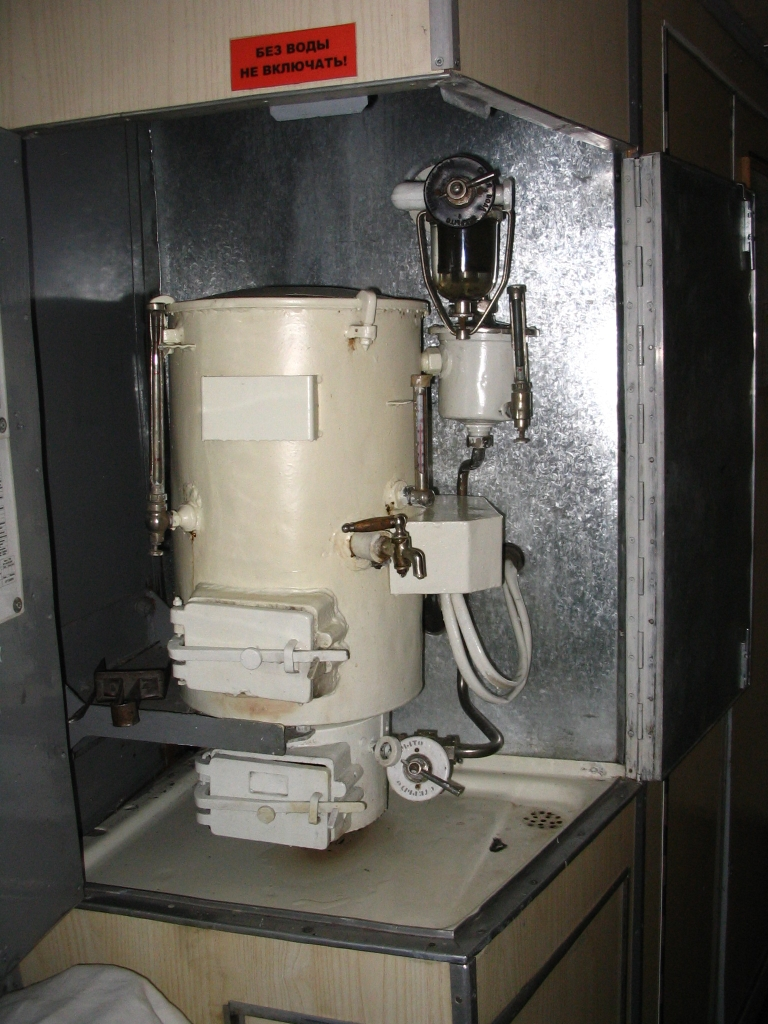
Комбинированный кипятильник КВ-1М для приготовления кипятка пассажирам
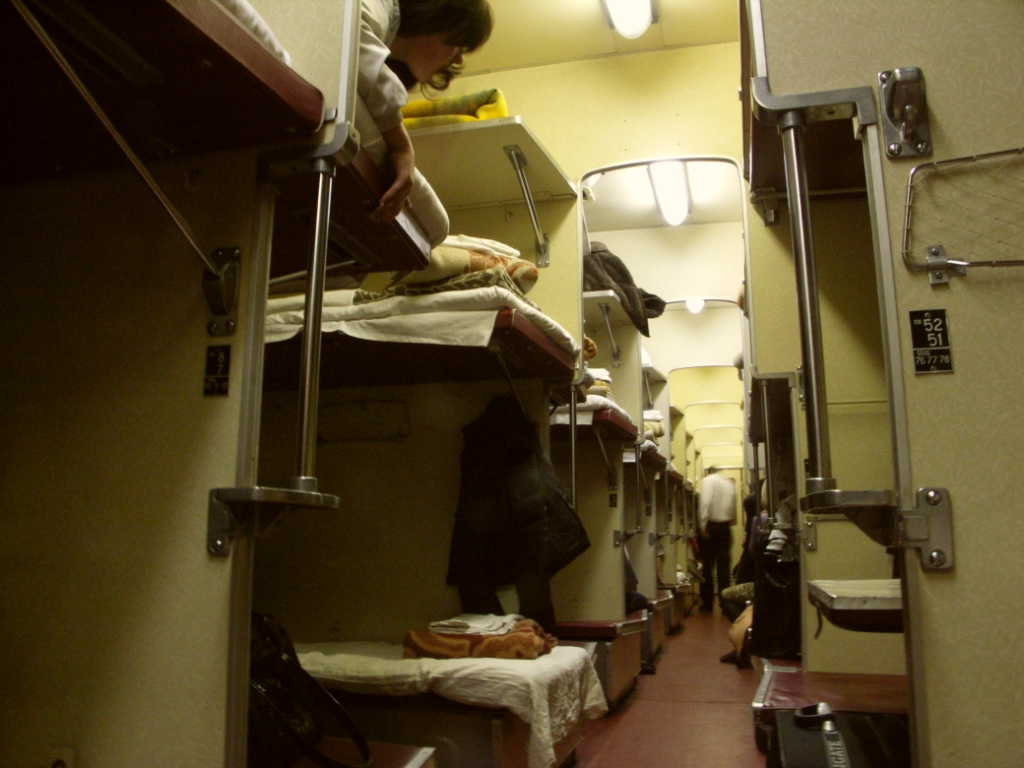
Плацкартный вагон с пассажирами
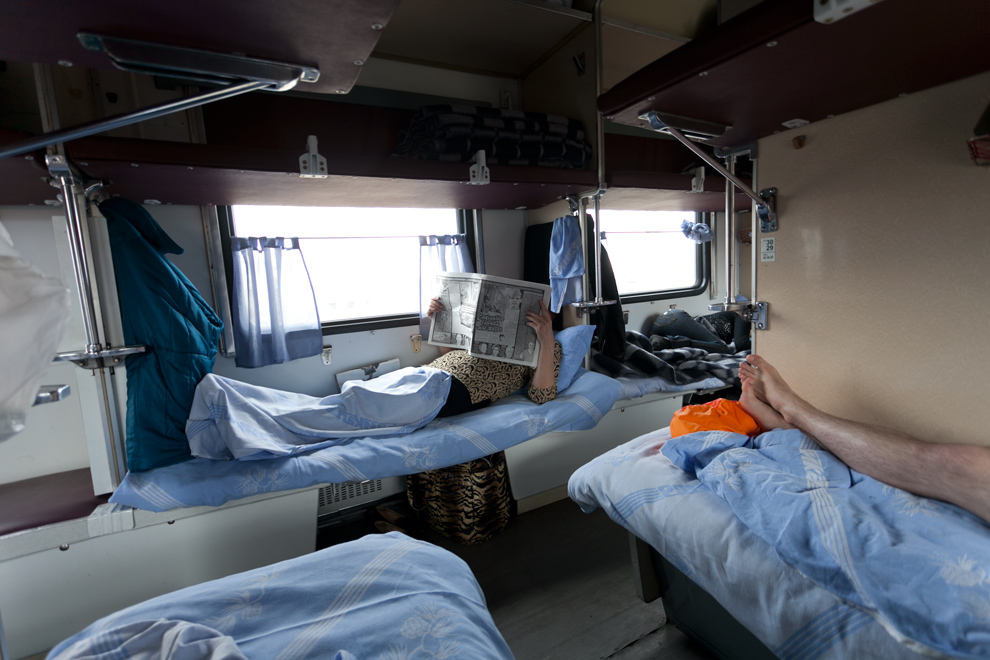
Пассажиры на нижних полках плацкартного вагона, верхние полки опущены
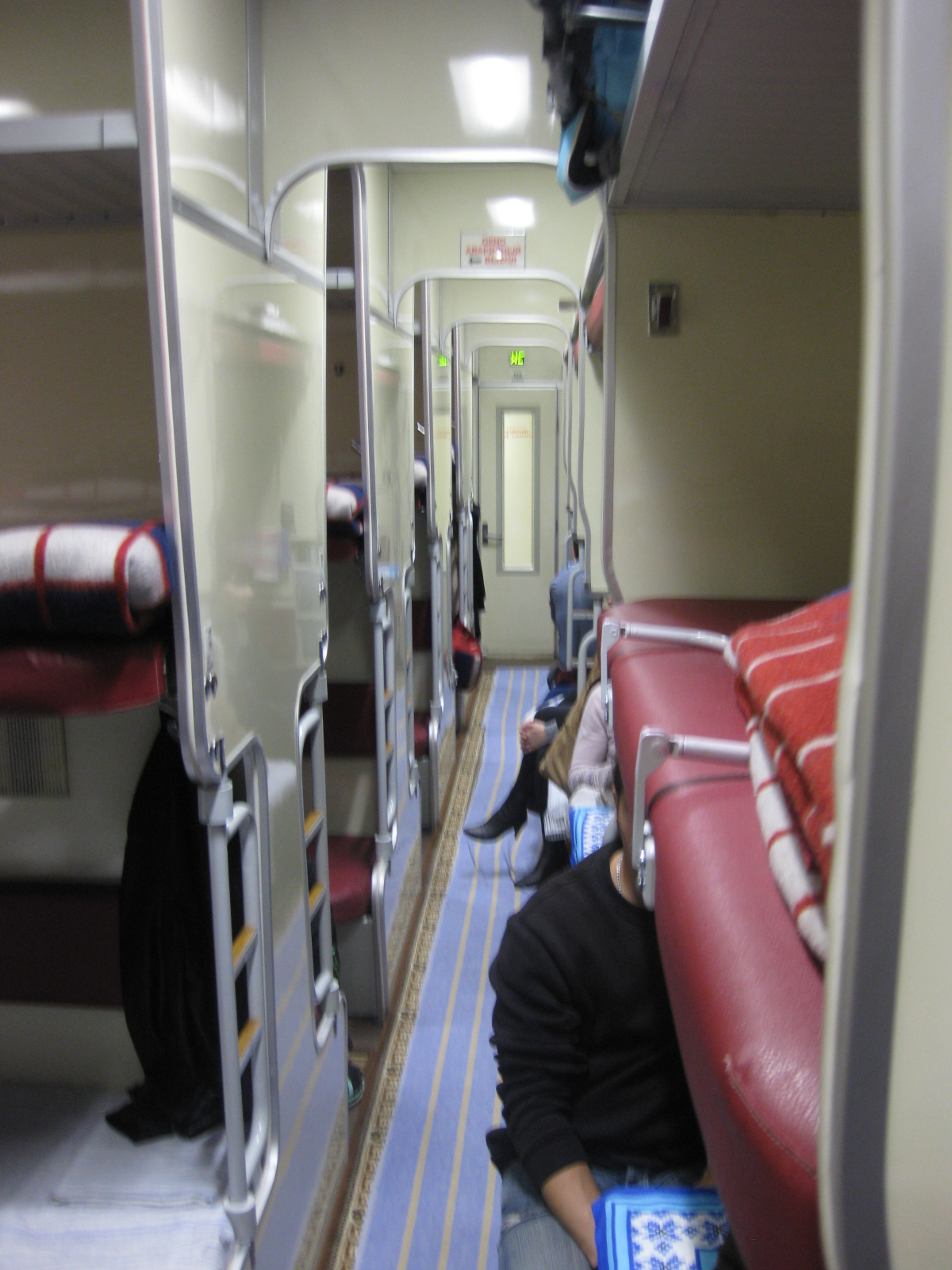
Модель плацкартного вагона с частичным отгорожением «полукупе» от коридора
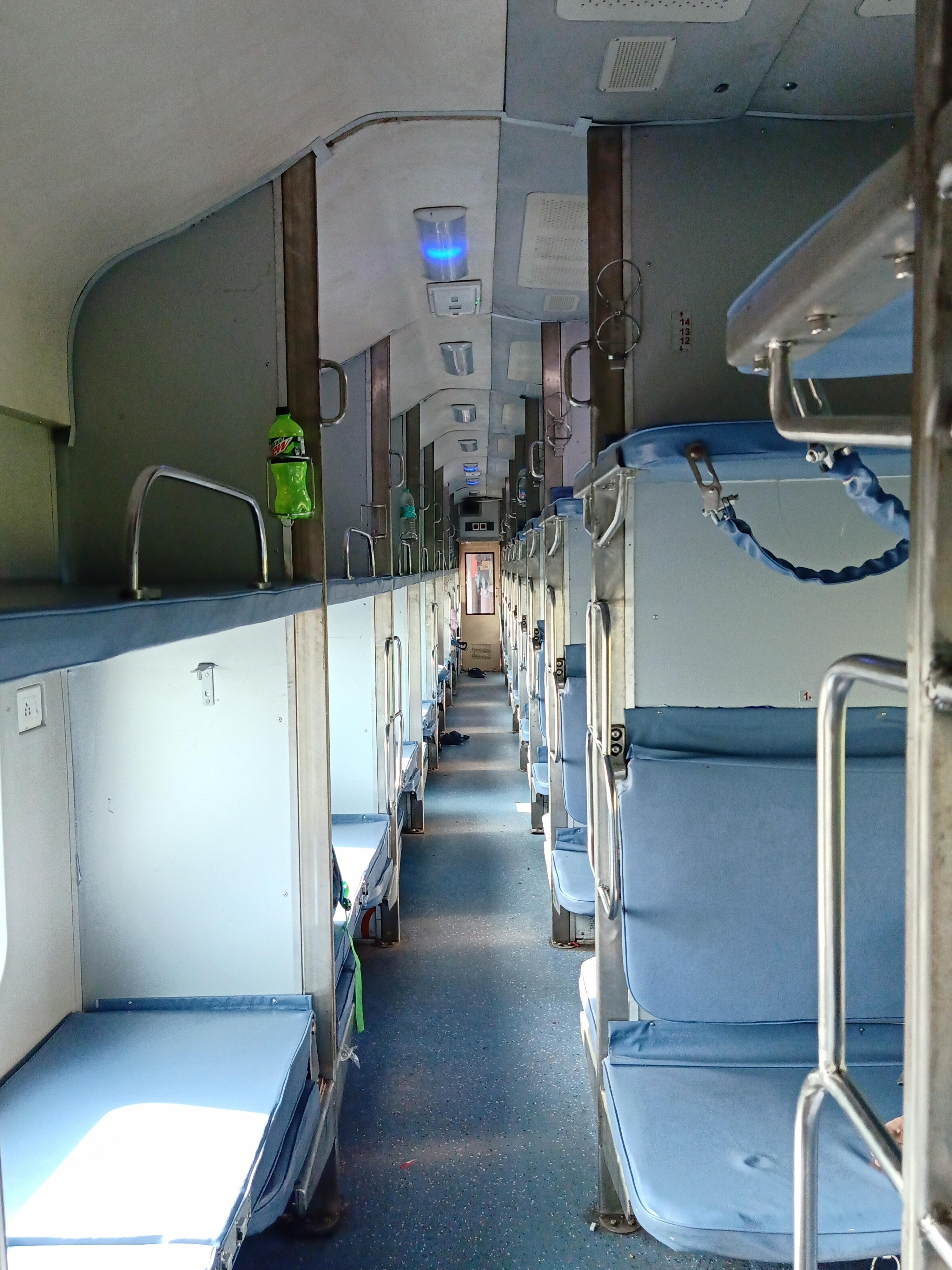
Интерьер индийского плацкартного вагона
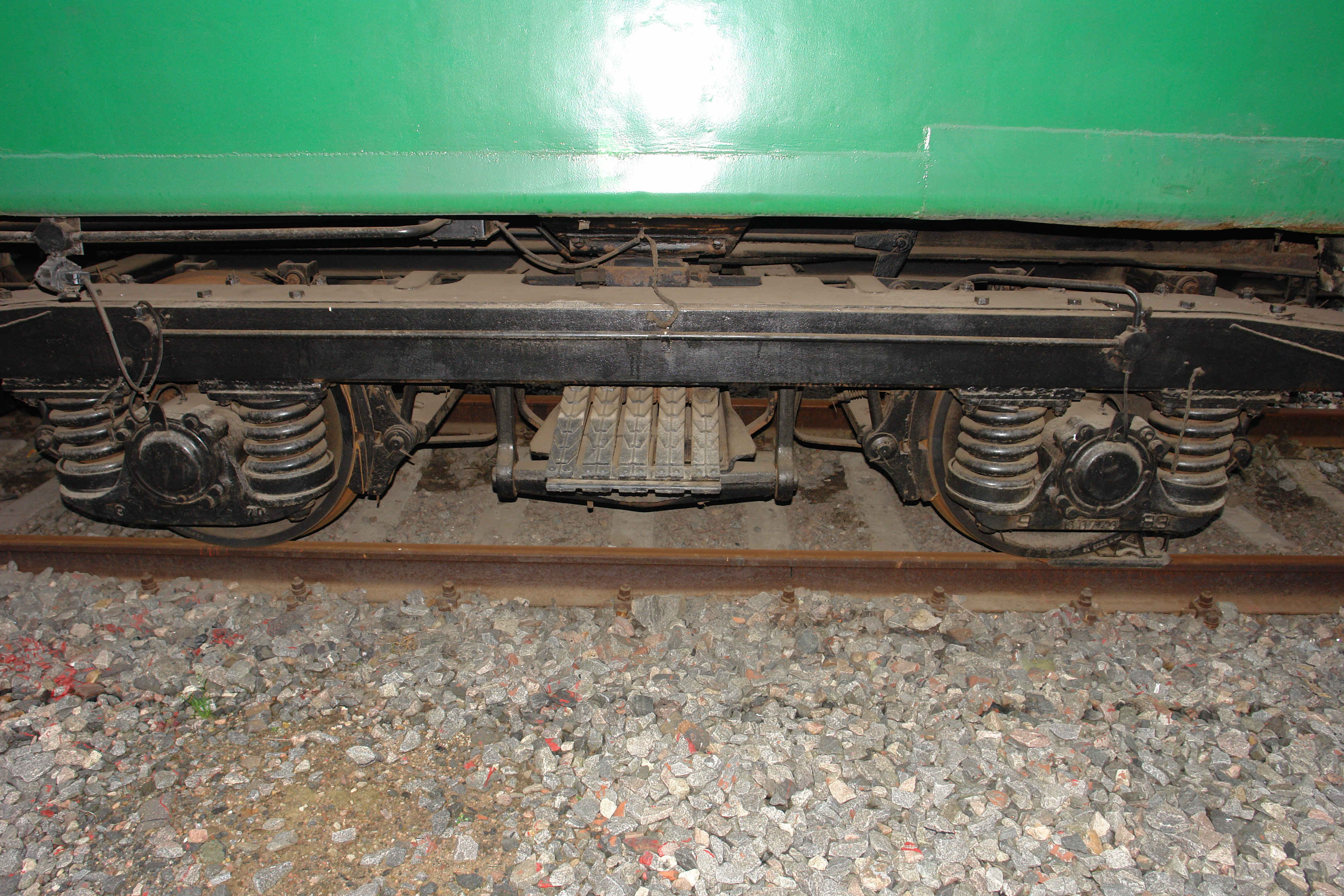
Тележка плацкартного вагона № 083 27090 модели 66W (1953 год)
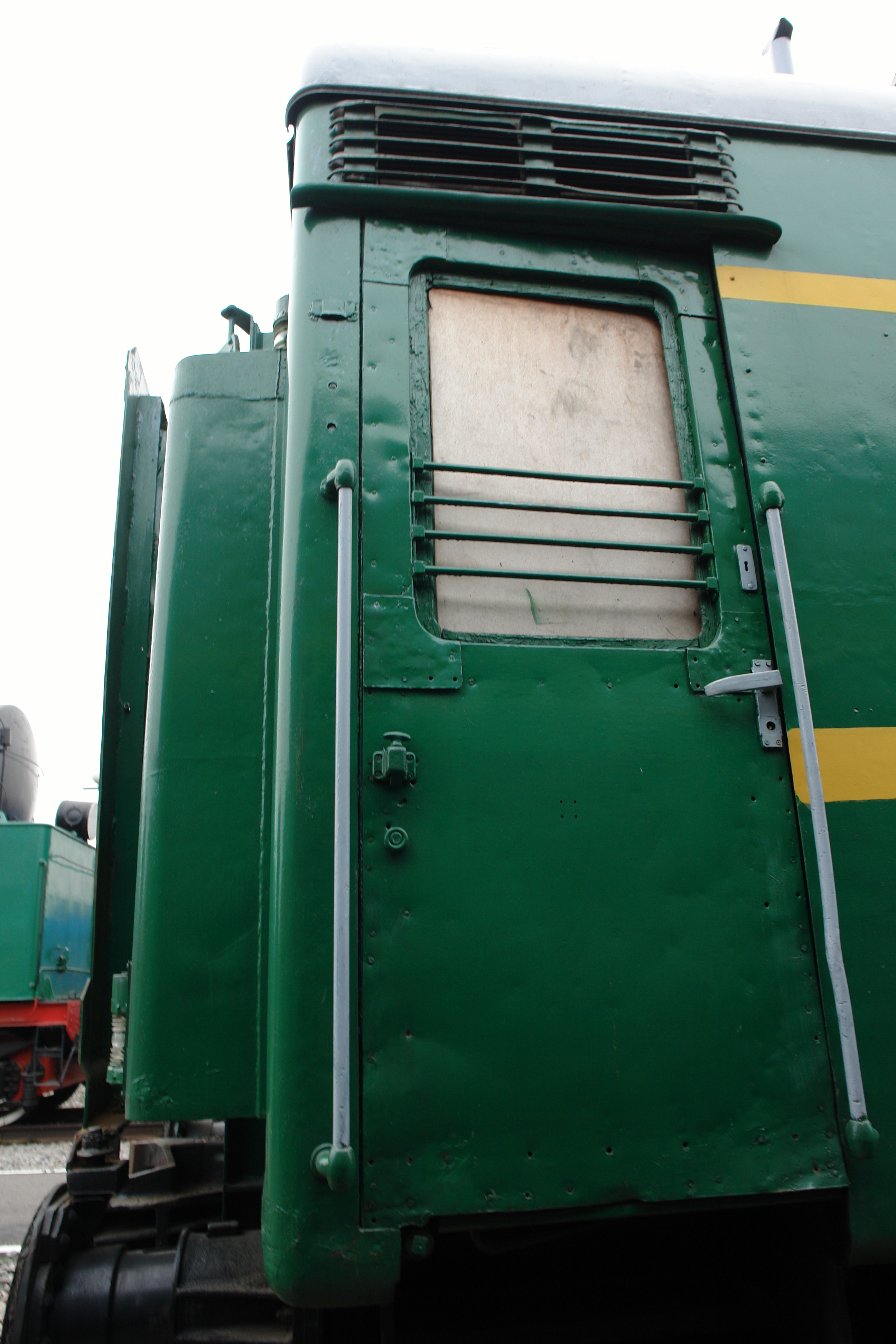
Тамбурная дверь плацкартного вагона № 083 27090 модели 66W (1953 год)
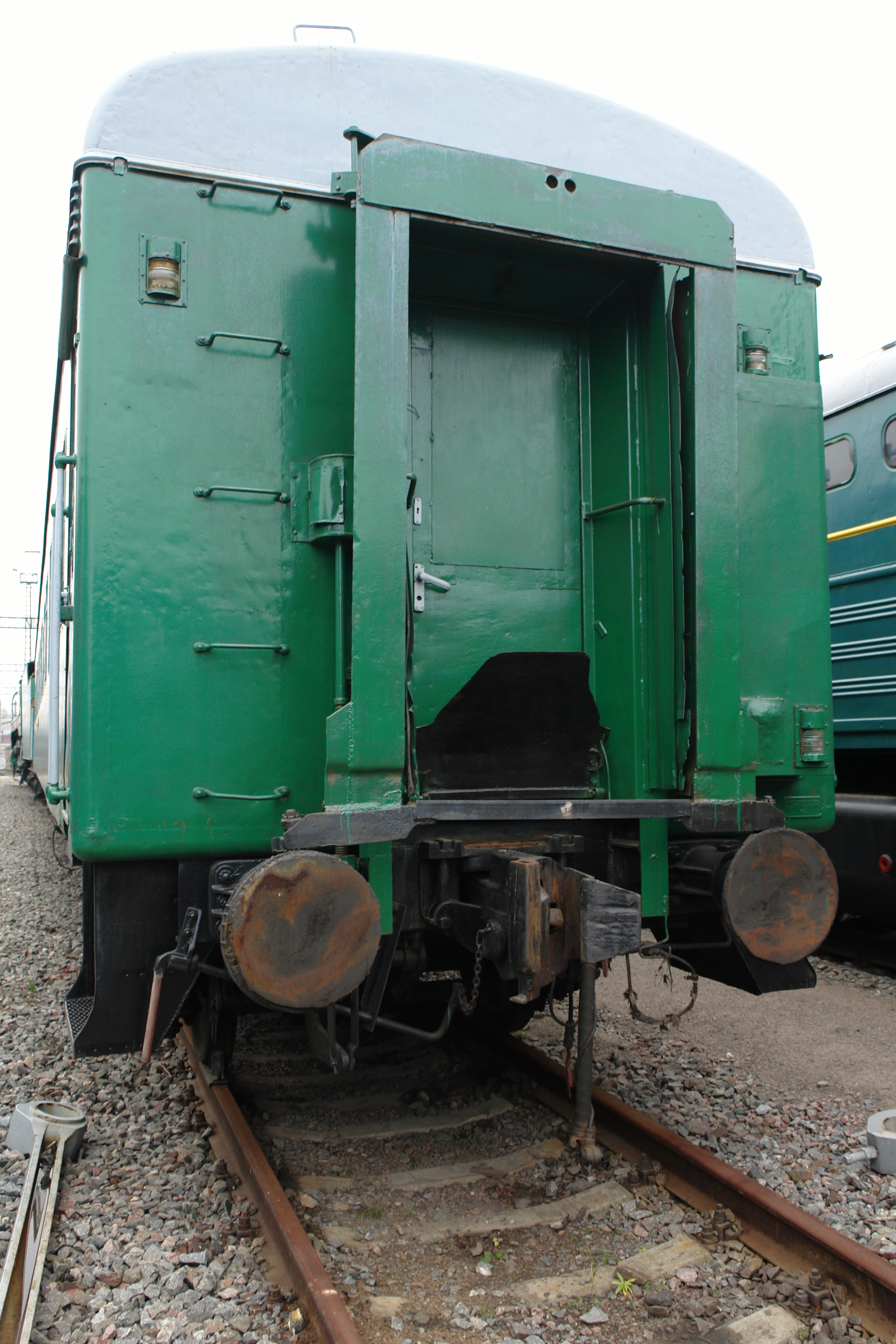
Межвагонная переходная площадка плацкартного вагона № 083 27090 модели 66W (1953 год)
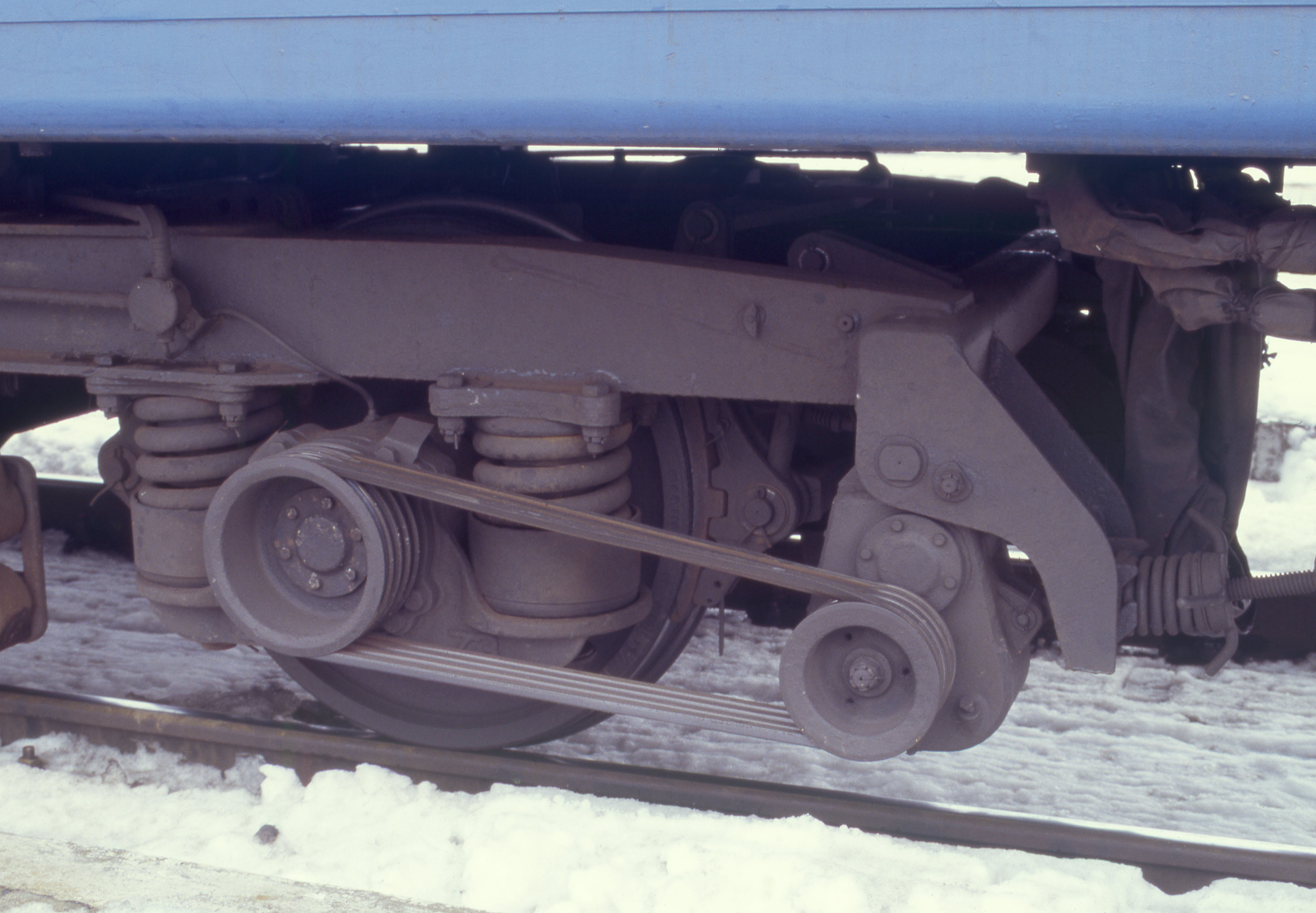
Ремённый привод электрогенератора плацкартного вагона от шкива на оси колёсной пары

## Критика
Бывший президент ОАО РЖД Владимир Якунин в конце срока своего президентства признал поездку в плацкартных вагонах своеобразным «коллективным стриптизом».